# 马特奥·阿莱曼
马特奥·阿莱曼（西班牙語：Mateo Alemán，1547年—？），文艺复兴时期欧洲作家。他出生于塞维利亚，在墨西哥度过了若干年。他写作的《古斯曼·德·阿尔法拉切》（1599年出版首部），是文艺复兴时期最伟大的流浪汉小说之一。

## 扩展阅读
- 本条目包含来自公有领域出版物的文本: Fitzmaurice-Kelly, James. . Chisholm, Hugh  (编).  (第11版). London: Cambridge University Press. 1911. **（西班牙文） Hazañas y la Rua, J. . Seville. 1892.
- Perez, J. Gestoso y. . Seville. 1896 （西班牙语）.